# آقامیرلو
آقامیرلو (به ترکی آذربایجانی: آغالی بالان) یکی از روستاهای استان آذربایجان شرقی است که در دهستان سیدان بخش آبش‌احمد شهرستان کلیبر واقع شده‌است.